# Kissed
Kissed és una [pel·lícula dramàtica romàntica/eròtica canadenca del 1996 dirigida i coescrita per Lynne Stopkewich, basada en el conte breu de Barbara Gowdy "We So Seldom Look on Love". Es va estrenar al Festival Internacional de Cinema de Toronto el 7 de setembre de 1996.
La pel·lícula és protagonitzada per Molly Parker com Sandra Larson, una dona jove la fixació de la qual per la mort la porta a estudiar embalsamament a una escola mortuori, on es veu atreta pels sentiments de necrofília. Peter Outerbridge també interpreta a Matt, un company d'estudiant que desenvolupa sentiments romàntics per la Sandra i, per tant, ha d'aprendre a acceptar les seves inclinacions sexuals.

## Argument
Des que Sandra Larson (Parker) recorda, ha estat fascinada per la mort. De petita, ballava amb els cadàvers d'animals a la nit, fregant-los al seu cos, abans de donar-los un funeral. Ella fa aquest ball davant de la seva única amiga, una noia anomenada Carol (Jessie Winter Mudie), que acaba amb la seva amistat poc després.
A la universitat, la Sandra estudia biologia, diseccionant acuradament els cossos d'animals petits, intentant evitar desfigurar-los. Troba feina a una funerària per estar més a prop dels cadàvers. El conserge de la funerària Jan (James Timmons) creu, com Sandra, que els cadàvers encara tenen una ànima. Mentre condueix el cotxe fúnebre amb un cos en un taüt a la part posterior a través d'un rentat de cotxes, la Sandra mira el cos i troba una llum brillant, i creu que l'ànima del cos és viva en algun lloc.
El Sr. Wallis ensenya Sandra a embalsamar. Comença a estudiar ciències mortuòries, on coneix un estudiant de medicina anomenat Matt (Peter Outerbridge) que també ha d'estudiar cadàvers per la seva carrera. Matt i Sandra tenen una cita, i Matt està intrigat per la fascinació per la mort de la Sandra. De tant en tant passen nits junts a l'apartament del soterrani de Matt, però la Sandra sempre surt per visites nocturnes al tanatori per celebrar els cadàvers d'homes joves amb cerimònies de ball que es transformen en necrofília.
Matt s'angoixa quan descobreix que està competint amb els cadàvers. Intenta, sense èxit, que la Sandra parli de la seva necrofília, així que comença a visitar-la al tanatori, cosa que la molesta. Matt ha d'anar a l'extrem per guanyar-se el cor de la Sandra, mentre lluita per triar entre els vius o els morts, amb resultats tràgics.

## Repartiment
- Molly Parker com a Sandra Larson
  - Natasha Morley com a jove Sandra
- Peter Outerbridge com a Matt
- Jay Brazeau com el Sr. Wallis, mortícien
- Jessie Winter Mudie com a Carol, la millor amiga de la jove Sandra
- James Timmons com a Jan, conserge mortuori
- Joe Maffei com a professor de biologia
- Robert Thurston com a detectiu
- Annabel Kershaw com la mare Larson
- Tim Dixon com el pare Larson, propietari de Larson's Flowers

## Producció

### Concepte

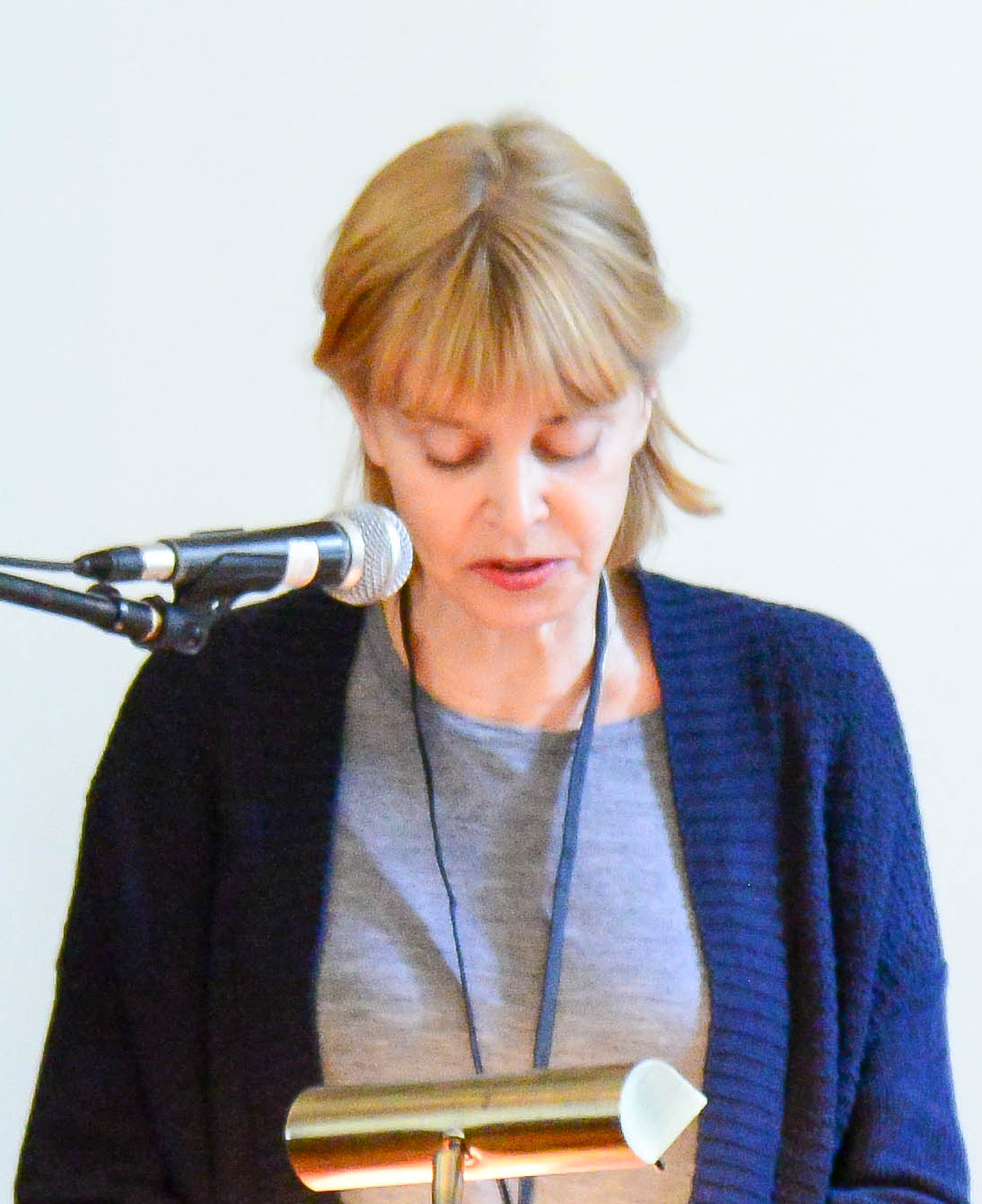
"We So Seldom Look on Love", un conte de 1992 sobre un necròfil escrit per Barbara Gowdy (a la foto)) va ser la principal inspiració de Lynne Stopkewich per a Kissed

Originalment, la directora Lynne Stopkewich no tenia cap interès particular en la mort o la necrofília. Tanmateix, una entrevista de Karen Greenlee, una jove dona de Califòrnia atrapada en un acte de necròfils amb un cadàver masculí a finals dels anys setanta, va cridar la seva atenció. Un altre motiu que la va atraure cap al tema va ser la lectura de "We So Seldom Look on Love", un conte de 1992 escrit per Barbara Gowdy, que va llegir a The Girl Wants to , una col·lecció d'eròtica femenina editada per Lynn Crosbie, mentre treballava en un altre guió cinematogràfic el febrer de 1994. La història curta, inspirada en el cas de Greenlee, va impactar Stopkewich per la seva originalitat i el seu to sense jutjar, i la va impressionar tant que va començar a afectar negativament el seu procés d'escriptura.
Després es va posar en contacte amb Gowdy, adquirint l'opció per a la història per una suma no revelada el maig de 1994. Stopkewich va descriure la seva versió com "una interpretació de la peça, no tant una traducció literal", i va dir que no va incloure alguns detalls a causa del baix pressupost de la pel·lícula. Principalment, va ometre detalls sobre la família del personatge principal i, en canvi, es va centrar en les seves experiències com a nen i adult jove. Stopkewich va afirmar que "We So Seldom Look on Love" era una història ideal per a una adaptació de baix pressupost perquè només comptava amb dos personatges principals i tenia poques ubicacions. El desitjat entorn semblant als anys setanta també va ajudar a reduir els costos de producció a causa del fet que les botigues de segona mà i els escenaris de venda de garatges eren més barats que un "aspecte contemporani".
Estàvem literalment escollint o rebutjant trets basant-nos en si Molly [Parker] s'hi veia bé, si semblava suau o empàtica, o si semblava dura o si el seu lliurament d'una línia era gens nerviosa... tot havia d'anar en aquesta direcció. Aquesta era la tasca de la pel·lícula: posar el públic del costat d'un necròfil.  
En general, els necròfils solen presentar-se com a persones solteres amb un coeficient intel·lectual superior a la mitjana, una propensió a sistemes de creences atípics i que generalment treballen en ocupacions associades a la mort. Aquesta és la inspiració darrere del personatge principal de la pel·lícula, Sandra. Stopkewich va expressar que mai havia conegut un necròfil, ni va investigar el tema a fons. Només va visitar una funerària abans del rodatge, i va declarar que no era el seu objectiu fer de Sandra "un model de portaveu per a tots els necròfils". intentant "deixar de banda els meus propis judicis crítics i morals i permetre'm entrar realment al món dels personatges".
El seu objectiu era explorar el "món interior" de Sandra centrant-se en les experiències vitals que tenia en comú amb el personatge, com créixer als suburbis, enterrar animals morts, amagar objectes secrets sota el llit, ballar disco, enfrontar-se a la mare després. la primera menstruació, tractant qüestions de sexe i mort, la primera cita i la primera experiència sexual. Presentant-la a través de flashbacks quan era jove noia, Stopkewich volia crear simpatia pel personatge per tal de fer que les seves passions tabú i socialment inadequades fossin més acceptables per l'audiència. Finalment, Stopkewich va descriure l'enfocament de la pel·lícula com a "molt amable". d'un dolç viatge emocional amb aquesta maduresa d'aquesta jove".

### Desenvolupament
Stopkewich va començar Kissed mentre estudiava cinema a la Universitat de la Colúmbia Britànica (UBC); el primer esborrany va ser escrit per ella el juliol de 1994, i es va mostrar com el seu projecte de tesi sota el títol Wide Awake: That Necrophile Movie per obtenir un títol de Màster en Belles Arts el 1996. Com a tal, la pel·lícula es va autofinançar, Stopkewich va utilitzar principalment els equips de la UBC i diversos membres de la tripulació eren estudiants de cinema. Altres membres de la tripulació eren cineastes nouvinguts com Bruce Sweeney (que va debutar amb Live Bait el 1995) com operador de so, Gregory Wild (Highway of Heartache, 1994) contribueix a la direcció d'art, i el seu company John Pozer com a foley. Stopkewich va reunir diners i experiència amb pel·lícules de baix pressupost treballant com a dissenyador de producció de les dues primeres pel·lícules de Pozer The Grocer's Wife (1991) i The Michelle Apartments (1995). El sindicat d'actors canadencs ACTRA va oferir un ajornament del 50% d'escala com a part d'un acord amb UBC. Després de rebre una subvenció de 3.400 dòlars del departament de cinema de la UBC, Stopkewich va invertir 36.000 dòlars dels seus propis diners per un total d'entre 80 i 100.000 $ recaptats amb l'ajuda del coproductor Dean English, Pozer, familiars i amics. La principal productora de Kissed, Boneyard Film, una empresa amb seu a Vancouver participada per Stopkewich, Pozer, i English va acumular 400.000 dòlars en deute durant la producció de la pel·lícula, mentre que la mateixa Stopkewich tenia un deute de 30.000 dòlars el 1996.
A causa d'una oportunitat de vuit setmanes per utilitzar l'equip amb descompte, Stopkewich va escriure el primer esborrany en només una setmana per començar el rodatge. Després que Stopkewich i Angus Frazer reescriguessin el guió l'agost de 1994, la fotografia principal va trigar cinc setmanes entre setembre i octubre. Per reduir costos durant el rodatge, Stopkewich va tenir la idea d'utilitzar l'oficina de producció de la companyia com a plató de pel·lícula; després de pintar i decorar, es va convertir tant en l'interior de la funerària com en l'apartament del soterrani de Matt. La suma inicial de diners va permetre rodar la pel·lícula, però no va ser suficient per desenvolupar l'estoc de pel·lícula, de manera que el Kissed es va haver de concloure al desembre, quan el National Film Board of Canada va oferir les seves instal·lacions per processar i imprimir els rushes.
A causa d'això, durant la primera setmana de rodatge, només es van processar preses seleccionades per garantir que la filmació fos bona. El 1995, després d'acabar l'edició en una màquina Steenbeck al soterrani de la mare de Pozer, l'equip de producció va sol·licitar una suvenció al Canada Council Media Arts, que va suposar una suma de 47-47.500 $. La gravació de so es va fer entre novembre de 1995 i març de 1996. L'ús de la biblioteca musical de Nettwerk Records i l'edició de so digital de Western Post Productions es va fer amb un cost diferit. Finalment, Stopkewich va obtenir 25.000 dòlars de Telefilm Canada per a la finalització i entre 45.000 i 162.000 dòlars de British Columbia Film per adaptar-lo al format de 35 mm a DuArt Film and Video per abril de 1996.

### Càsting i personatges
Per al paper principal, Stopkewich originalment volia triar una dona rossa, ja que la història original la descrivia com "un tipus de personatge Doris Day". Tenia dificultats per trobar una actriu així. i estava "buscant desesperadament algú per fer aquest paper" ja que la pel·lícula ja estava en preproducció. Per casualitat, l'actriu principal Molly Parker era amiga del director de fotografia de la pel·lícula Gregory Middleton i volia conèixer Stopkewich perquè mai havia vist una directora dona. Després de llegir el guió, Parker es va interessar pel paper i el va interpretar a Stopkewich, que va quedar impressionada i la va seleccionar. A l'agost de 1994, es van seleccionar tots els altres papers principals, Peter Outerbridge i Jay Brazeau. Per part d'Outerbridge com a Matt, Stopkewich va apreciar l'ajuda de Fraser ja que la història va ser escrita i dirigida des del punt de vista d'una dona. El personatge de Matt es va convertir en un contrapès en un món centrat en la dona i les revisions constatades de Fraser van ser essencials per crear un "Mat de dimensions completes". Ella el va batejar com l'advocat del diable, "sobretot pel que fa als personatges masculins".

## Temes i anàlisi

### Sexualitat i gènere
Tot i que Donato Totaro d'Offscreen va dir que una interpretació metafòrica de la pel·lícula com a empoderament femení seria "un acte de màgia interpretativa", els estudiosos solen interpretar-ho com a posseïdor de "narratives emancipadores i al·legories de l'apoderament de les dones" o almenys "ambigüitats feministes" que representen "transgressió sexual femenina extrema". Un article de Maclean's va descriure que tenia "intel·ligència feminista". La mateixa Stopkewich va parlar de no transformar el personatge principal en un objecte; en canvi, volia que fos el tema de les escenes en què es trobava. Va declarar, "va ser crucial potenciar la sexualitat de Sandra quan finalment la veiem involucrada en la necrofília". Per exemple, va intentar crear intimitat durant les escenes de sexe perquè el públic no sentis que l'estan perseguint. En canvi, la protagonista mira directament a la càmera quan té un orgasme d'una manera confrontada. Stopkewich va optar per tenir una llum blanca en aquest moment per fer possible que la gent veiés com reaccionen els altres i dissuadir a la gent de sortir a meitat de la pel·lícula. La directora també va dir que es va enfrontar a gent enfadada "pel fet que hem creat aquest personatge que és totalment inaccessible des del punt de vista masculí i heterosexual", i va comentar que els actes sexuals de la Sandra no eren falocèntrics. Paakspuu, al capítol "Lynne Stopkewich: Abject Sexualities" de Great Canadian Film Directors, descrivia Sandra com un esperit lliure impulsat pel "jo en contacte amb els seus sentiments i emocions, una solitaria amb la sensibilitat d'un poeta", i va dir que la seva recerca del coneixement prohibit i la sexualitat desviada la van convertir en "una dona a tenir por".
Lee Parpart, escrivint a The Gendered Screen: Canadian Women Filmmakers, va comentar que Kissed presenta "impulsos contradictoris" en el desig simultani de tenir la simpatia del públic i mantenir-los fora de la seva zona de confort que dificulten. per dir si és o no una pel·lícula feminista. D'una banda, Stopkewich va anomenar Kissed "la versió de Disney d'una pel·lícula sobre necrofília", que Parpart va acceptar quan va analitzar la diferent representació que tenia Sandra al conte de Gowdy. Parpart va dir que Stopkewich "desradicalitza" aspectes bàsics de la història original eliminant l'èmfasi en la feminitat de mitjana edat, afegint un to espiritual que la fa sonar inofensiva, fent canvis en el to de la seva veu i canviant el seu final per un que alinea Sandra amb els valors domèstics de la lleialtat i la monogàmia. També va afirmar que el fet que la sexualitat desviada dels personatges estigui continguda dins d'un context heteronormatiu va ajudar a la seva normalització. D'altra banda, Parpart va observar que la pel·lícula tenia un desig modernista de proporcionar al públic malestar intel·lectual, com ho demostra l'ús de la llum blanca per Stopkewich per limitar la sortida de la gent. A més, va declarar que s'adaptava a la tendència del feminisme de la tercera onada per a icones femenines que equilibrin l'apoderament amb disponibilitat i atractiu sexual, i va funcionar com a part dels debats dins del feminisme dels anys vuitanta a Amèrica del Nord, incloses les reconsideracions feministes del paper de la pornografia i la seva censura.
Paakspuu va analitzar que l'obsessió de Sandra per la mort s'associa amb la seva primera menstruació, una addició feta per Stopkewich que completa detalls que només s'han implicat a la història de Gowdy. Un dels els primers moments en què Sandra s'adona de la seva passió és quan juga amb animals morts juntament amb la seva amiga Carol. En un moment donat, la Carol recrimina a Sandra quan creu que la Sandra s'havia fregat amb sang d'animal quan en realitat és sang menstrual. Segons Paakspuu, la reacció de Carol es podria interpretar com la demostració d'un sistema de creences morals que oposa una sang "bona" (menstrual/donant la vida) a una de "dolenta" (de mort/lesió). En fer-ho, Stopkewich subverteix el que seria comú i naturalitza la desviació.

### Ús de la llum i espiritualitat

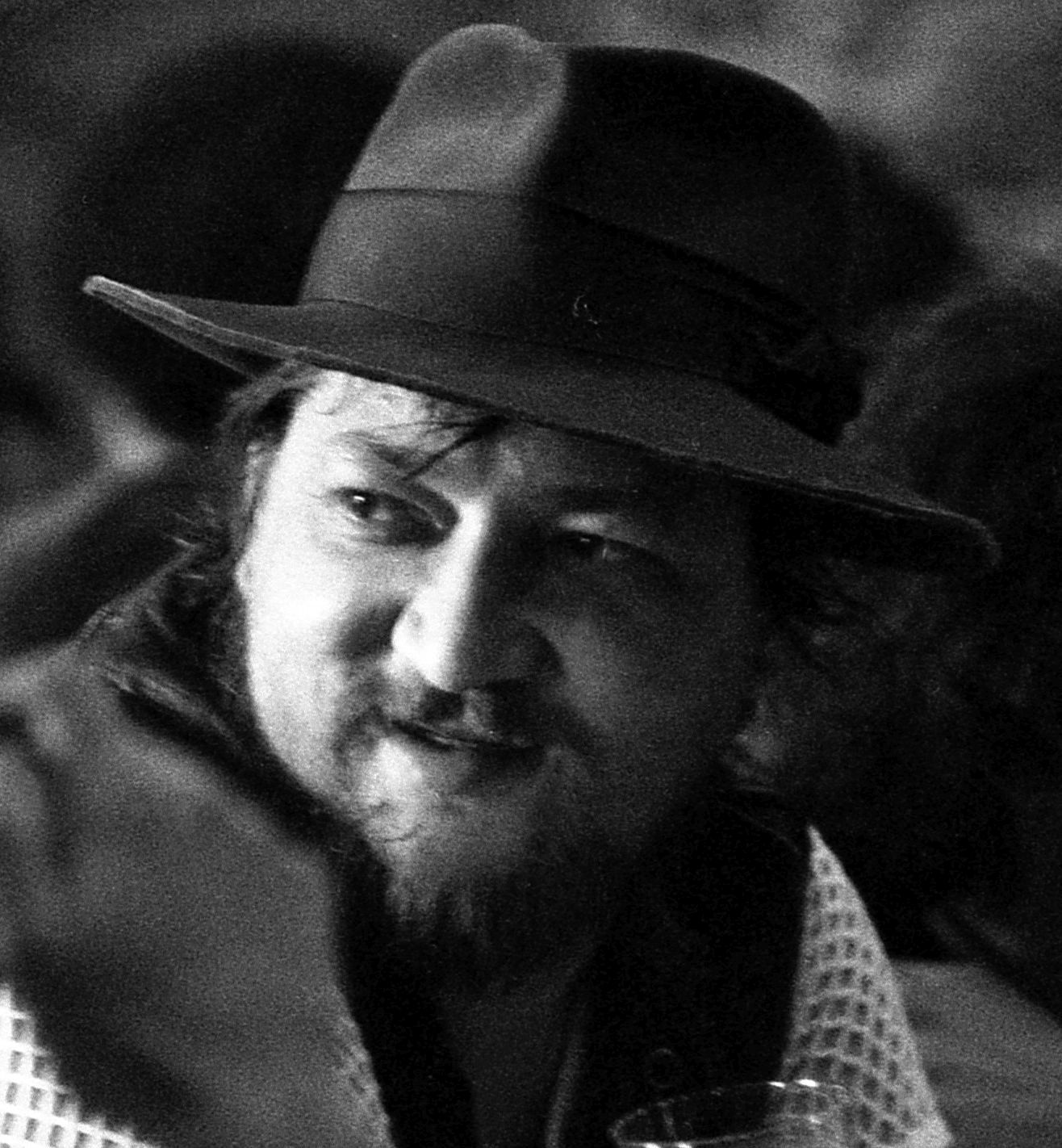
La pel·lícula de 1974 Fontane Effi Briest, dirigida per Rainer Werner Fassbinder (a la foto), va ser una influència en l'ús simbòlic de la llum blanca de Stopkewich a Kissed

L'exhibició de llum i foscor a Kissed havia de ser simbòlica per Stopkewich, que es va veure influenciat per la descripció de Gowdy dels actes sexuals de Sandra com "estar com ser cremat per una llum blanca". Com que la necrofília sol ser vista com un tema morbós, Stopkewich va intentar subvertir aquesta percepció fent de Sandra "una filla de la llum (i per associació) de la bondat". El director va dir: " Utilitzàvem les cremades al blanc cada vegada que la Sandra toca la mort per jugar en contra de la idea d'un refredat tan profund que es veu com una llum blanca". La pel·lícula de 1974 de Rainer Werner Fassbinder Fontane Effi Briest, en la qual les ombres blanques denoten el desig del protagonista d'alliberar-se de les limitacions de l'estatus social. Els actes necròfils de Sandra són els moments en què els filtres de boira s'utilitzen per crear una "aura" plena d'esperit al voltant dels personatges" que "intensifiquen la lírica", qualitat de "creuament" semblant a un somni", tal com descriu Paakspuu. Lee Parpart va argumentar que l'ús de filtres de boira, efectes d'aureola, trets per sota de la línia dels ulls i la llum blanca fet a Kissed "ven el seu personatge principal amant de la sang com una figura sensible la motivació declarada de la qual per dormir amb cadàvers... esdevé encara més creïble i acceptable perquè està il·luminada i rodada d'una manera que la presta una mena de bellesa i innocència d'un altre món".
Paakspuu va assenyalar que Stopkewich va crear una dicotomia moral a través del seu ús simbòlic de llums, paleta de colors, escenaris i sons a la pel·lícula. Sandra, presentada com "un àngel mullat de llum" en paraules de Paakspuu, es mostra en un gris-blau poc decorat que reflecteix la claredat dels cadàvers. S'il·lumina de vermell quan és cortejada per Matt "encarnant la sensualitat i la sexualitat sense contingut d'un vampir noir". Matt també està temàticament connectat amb la foscor a causa del seu apartament al soterrani. i actituds com seure a la foscor i saltar de la foscor a Sandra sortint de la funerària. Stopkweich va dir: "La foscor també juga un paper encara que només per diferenciar-se de la llum de l'experiència de Sandra". Paakspuu va escriure que la foscor de Matt es mostra pel seu interès per les realitats alternatives i la seva manca de motius propis que el fa intentar omplir aquest buit fent l'interès de Sandra com a seu. Tot i que s'associa amb la natura, la timidesa i la virginitat a causa del seu món pagà i ritual, el de Matt està vinculat a la ciència i la tecnologia i és claustrofòbic i distreu. Com a tal, els seus paisatges sonors reflecteixen una divisió natura-cultura, en la qual l'entorn de Matt sona com el trànsit, els electrodomèstics i els avions representen la cultura, mentre que els elements clàssics de la Sandra i efectes sonors dels animals representen la natura.
Molts crítics de cinema consideraven que la necrofília no era el tema per se de la pel·lícula. Roger Ebert va dir que "es tracta d'un necròfil, però en el seu enfocament, podria tractar-se d'espiritualitat o transcendència". Totaro va declarar la pel·lícula "[era] no sobre la necrofília en absolut", sinó una exploració New Age del problema ment-cos. Totaro va escriure que se sentia més a prop de pel·lícules d'experiències d'"altra vida" o "fora del cos" com ara Ghost, Dellamorte Dellamore o les pel·lícules Nekromantik i la llum blanca es va utilitzar per fer entendre al públic que era una experiència espiritual. Parpart va declarar que Sandra "buscar una mena d'unió sexual-espiritual amb els cadàvers". Peter Bowen de Filmmaker va comentar que la veu en off inicial de la pel·lícula "ens convida a erotitzar la mort de maneres transcendents i espirituals" i que la paleta de llum/foscor "simbolitza [s] les forces libidinals i espirituals de la història". De la mateixa manera, Paakspuu va dir que la veu en off s'utilitzava per poetitzar la narració i expressar l'espiritualitat i la visió del món de Sandra. El moviment específic de la càmera també va ser seleccionat per Paakspuu perquè considerava que ajudava a contrastar els seus actes necròfils com a moments d'"augment de la sensació d'eufòria" en oposició a les activitats diàries.

## Llançament i recepció
Kissed va debutar al Festival Internacional de Cinema de Toronto el 7 de setembre de 1996. Tot i que ha estat descrita per Ebert com "una de les pel·lícules més controvertides" del festival, va ser adquirida per distribuïdors comercials en només un pocs dies. Segons The Canadian Encyclopedia, la pel·lícula "va causar sensació" als festivals de cinema, mentre que Playback informava va "causar un enrenou i una guerra de ofertes" a Toronto i que el 4 d'octubre de 1996 almenys 300 persones no van poder veure Kissed al Festival Internacional de Cinema de Vancouver perquè estava ple. La seva exposició al 50è Festival Internacional de Cinema de Canes va rebre una càlida acollida i va ser la primera exhaurida de la Quinzena de Cineastes.
La pel·lícula es va estrenar al Canadà en nou pantalles l'11 d'abril de 1997, on va ser distribuïda per Malofilm. Tot i que la companyia no va revelar els números de taquilla, Playback informa que va recaptar 256.000 dòlars a la taquilla canadenca. Cinépix Film Properties es va plantejar adquirir els seus drets de distribució nord-americans, però finalment ho va fer Goldwyn Entertainment Company. En el seu primer cap de setmana de tres dies el 18 d'abril, Kissed va recaptar 37.100 dòlars en vuit pantalles. Després de 141 setmanes als cinemes dels Estats Units, va recaptar 329.211 dòlars, segons Box Office Mojo, mentre que The Numbers informa d'un total brut de $465,417. La pel·lícula també es va comercialitzar a Europa i, segons l'Observatori Audiovisual Europeu, va ser vista per 77.887 persones al continent. L'assistència més alta es va produir a Itàlia (més de 19.000), el Regne Unit (18.000) i Alemanya (11.000). La pel·lícula va ser descrita com "un hit art-house" i com a "hit indie" per The Province i The Globe and Mail, respectivament.
La pel·lícula va rebre l'aclamació generalitzada per part dels crítics de cinema en el moment de la seva estrena. El lloc web de l'agregador de ressenyes Rotten Tomatoes informa d'una puntuació d'aprovació del 68% basada en 22 ressenyes, amb una puntuació mitjana de 6,7/10. Els comentaris majoritàriament positius es van dirigir a la capacitat de Stopkewich de tractar aquest tema d'una manera subtil i sensible i a l'actuació de Parker. Maclean va informar que, malgrat el seu tema tabú, "que va sorprendre a molts dels que van veure Kissed va ser que era tan sensible, tan poètic i tan estranyament inofensiu". S'ha descrit com una pel·lícula de debut atrevida; Maclean la va anomenar "probablement el debut més provocador dels anals del cinema canadenc" i va incloure tots dos Stopkewich i Parker en una llista de 1997 de "100 canadencs a veure".
The New York Times va assenyalar que "seria fàcil riure's d'aquesta pel·lícula canadenca, si el seu tema no es tractes amb una delicadesa i un lirisme que subratllen els aspectes místics més que horripilants del que Sandra reconeix fredament que és una addicció consumidora." The A.V. Club va afirmar que "Hi ha molt d'interès aquí, i tot i que és rar i refrescant trobar una pel·lícula que realment intenti abordar el tema de la mort directament, és probable que Kissed deixi el seu públic tan fred com els objectes del desig de la seva heroïna."

### Impacte
"El bombo Kissed", tal com la descriu Playback, va donar lloc a una gira d'un mes de Stopkewich als Estats Units, on ella i Parker van signar amb l'Agència William Morris. Entre les conseqüències del seu ampli llançament i finals de 1997, Stopkewich estava rebent molts guions potencials de Hollywood i d'altres llocs. Fins que va actuar com a Sandra a Kissed, Parker només havia aparegut en produccions de televisió canadenca relativament desconegudes; aquest va ser el paper innovador de Parker. Després de rebre elogis de la crítica, va aparèixer a la portada de Variety i va cridar l'atenció de diversos directors i productors, inclòs el britànic Michael Winterbottom (Wonderland, 1999), l’hongarès István Szabó (Sunshine, 1999), i l’estatunidenca Jodie Foster (Waking the Dead, 2000).
Juntament amb Exotica d’Atom Egoyan de 1994 i Crash de David Cronenberg de 1996 , Kissed va ajudar la indústria cinematogràfica canadenca a adquirir notorietat internacional. L'article de The Canadian Encyclopedia{ "Canadian Film History: Notable Films and Filmmakers 1980 to Present" la va destacar, anomenant-la una peça de "gran èxit".

### Premis
| Premis            | Premis                       | Premis                          | Premis    | Premis |
| Cerimònia         | Categoria                    | Nom                             | Resultat  |        |
| ----------------- | ---------------------------- | ------------------------------- | --------- | ------ |
| 18ns Premis Genie | Millor pel·lícula            | Dean English, Lynne Stopkewich  | Nominat   |        |
| 18ns Premis Genie | Millor actor principal       | Peter Outerbridge               | Nominat   |        |
| 18ns Premis Genie | Millor actriu principal      | Molly Parker                    | Guanyador |        |
| 18ns Premis Genie | Millor director              | Lynne Stopkewich                | Nominat   |        |
| 18ns Premis Genie | Millor guió original         | Angus Fraser, Lynne Stopkewich  | Nominat   |        |
| 18ns Premis Genie | Millor fotografia            | Gregory Middleton               | Nominat   |        |
| 18ns Premis Genie | Millor banda sonora original | Don MacDonald                   | Nominat   |        |
| 18ns Premis Genie | Millor cançó original        | Kristy Thirsk, "Bounds of Love" | Nominat   |        |

## Banda sonora
L'àlbum de la banda sonora original de Kissed va ser llançat per Nettwerk Records sota el segell Unforscene Music el 1997 i va incloure música que apareixia i va gravar per a la pel·lícula..
1. Don Macdonald – Bird in Hand (Banda sonora original)
2. Ginger – Far Out
3. Don Macdonald – Ambulance (Banda sonora original)
4. The Ids – Locked in a Room
5. Suzanne Little – This Time
6. Don Macdonald – Opening in Darkness (Banda sonora original)
7. Tom Hooper – Come to Me
8. Don Macdonald – Vanity Mirror (Banda sonora original)
9. Tara MacLean – That's Me
10. Delerium – Flowers Become Screens
11. Don Macdonald – Graveyard (Banda sonora original)
12. Mark Findler – Train of Misery
13. Don Macdonald – Prep Room (Banda sonora original)
14. The Aquanettas – Beach Party (remix)
15. Don Macdonald – Dead Matt (Banda sonora original)
16. Kristy Thirsk – Bounds of Love
17. Don Macdonald – Love (Banda sonora original)
18. Sarah McLachlan – Fumbling Towards Ecstasy